# SUPER SUNNY DAY
『SUPER SUNNY DAY』（スーパー・サニー・デイ）は、橘いずみ2枚目のミニ・アルバム。2002年3月6日にポリスターから発売。規格品番はPSCR-6031。

## 解説
- 前作『bellybutton』から半年でリリース。
- 前作に続き門脇学と共同プロデュース。
- 共作も多く、門脇作詞の楽曲も含まれる。
- ジャケットはサイパンで撮影されている。

## 収録曲
| #         | タイトル            | 作詞             | 作曲             | 時間  |
| --------- | ------------------- | ---------------- | ---------------- | ----- |
| 1.        | 「Super Sunny Day」 | 門脇学           | 橘いずみ・門脇学 | 4:40  |
| 2.        | 「fruits」          | 橘いずみ         | 橘いずみ・門脇学 | 4:57  |
| 3.        | 「Phirosophy」      | 橘いずみ         | 橘いずみ・門脇学 | 5:01  |
| 4.        | 「菜の花」          | 橘いずみ・門脇学 | 橘いずみ・門脇学 | 5:10  |
| 5.        | 「明日へ」          | 橘いずみ・門脇学 | 橘いずみ・門脇学 | 4:48  |
| 6.        | 「核心」            | 門脇学           | 橘いずみ・門脇学 | 4:32  |
| 合計時間: | 合計時間:           | 合計時間:        | 合計時間:        | 29:08 |

## ミュージシャン
- 橘いずみ
- 門脇学
- 石村順
- 朝倉真司
- 石川具幸
- ABEDON